# Lobelia brevisepala
Lobelia brevisepala là loài thực vật có hoa trong họ Hoa chuông. Loài này được (Y.S.Lian) Lammers mô tả khoa học đầu tiên năm 1998.